# F1 2010 (jogo eletrônico)
F1 2010 é um jogo eletrônico de corrida baseado na Temporada de Fórmula 1 de 2010, foi desenvolvido pela Codemasters Birmingham e publicado pela Codemasters. Foi lançado para PlayStation 3, Windows e Xbox 360. É considerado por muitos, o melhor jogo de corrida da categoria e um dos melhores já produzidos, ultrapassando a marca de 1.245.099 vendas ao redor do mundo em 2 semanas. Em julho de 2011 foi lançado uma versão para aparelhos da Apple com o sistema iOS. A Codemasters anunciou uma sequência, intitulada F1 2011, que foi lançado em setembro de 2011.Os grandes defeitos do game são a impossibilidade de se suspender uma sessão para continuá-la posteriormente e a impossibilidade de se abandonar a corrida a qualquer momento.

## Desenvolvimento e Recursos
F1 2010 apresenta "o sistema meteorológico mais complicada jamais visto em um jogo de corrida", que é parte integrante da F1. Quando a chuva começa a cair, a faixa irá gradualmente perder aderência, com algumas áreas a perder aderência mais rápido do que outros. "As árvores pendendo sobre, por exemplo, abrigará a pista, enquanto mergulhos e marcas no asfalto vai realizar mais em pé de água e fornecer um risco maior." 

Quando a chuva pára, a "linha de secagem" vão começar a aparecer que irá proporcionar mais aderência que irá torná-lo mais fácil de conduzir. Se um carro se desvia da linha seca, os pneus irão perder aderência e que será mais difícil de conduzir. Faixas em evolução também são destaque em outras partes do jogo; no início de um fim de semana de corrida, a pista será "verde" e, portanto, têm menos aderência, mas como o fim de semana avança, borracha serão estabelecidas para a pista, aumentando a aderência. 

A pesquisa também apresenta no F1 2010 Consistentemente fora da corrida um companheiro de equipe, e o jogador vai receber novas peças, atualizações e upgrades que são desenvolvidos. A equipa do jogador irá desenvolver novas peças e atualizações para seu carro ao longo da temporada, evoluindo o carro como a estação progride. 

O jogo conta com um modo de carreira compostas por três, cinco ou sete temporadas (dependendo da escolha do usuário). Onde os jogadores podem dirigir para qualquer equipe, cada um com seus próprios objetivos - "Por exemplo, corrida para a Ferrari e outra coisa senão vencer o Campeonato de Construtores de motorista e seria um fracasso, enquanto uns meros pontos terminar quando dirigindo para Lotus seria um enorme sucesso". interesse de mídia também vai mudar, dependendo se o jogador está correndo para um dos melhores times, ou uma equipe na parte de trás do grid e refletirá o progresso do jogador faz, mais sucesso será igual mais atenção da mídia e mais pontos. Entrevistas de improviso terá lugar ao lado as entrevistas oficiais após cada corrida. Os diários de desenvolvimento divulgados pela Codemasters revelou que as entrevistas de improviso será mais sensacionalista do que as conferências de imprensa formal e que o jogador pode ter de ter cuidado com o que dizem para a mídia para que não dizer algo que não deveria e perturbar sua equipe. Os jogadores serão obrigados a se aposentar após o final do terceiro, quinto, ou sétima temporada. 

Além de um único jogador, F1 2010 tem um modo on-line rico em recursos que manteve-se popular desde o seu lançamento. Os jogadores podem escolher entre uma infinidade de opções, se estão à procura de uma solução rápida ou se quiser participar da procissão cheia de qualificação e corrida. Há também várias opções, se o host está frustrado com a falta de cuidado de outros jogadores na pista, como fazer bandeiras mais duras ou até mesmo desligar colisões, o que permite que carros fantasmas. Os jogadores dedicados pode até mesmo optar por jogar uma corrida sem ajuda de condução, embora que seja aplicável a todos os jogadores o anfitrião deve especificá-lo. Outras opções incluem a possibilidade de usar 2010 ou igual desempenho do carro ea capacidade de jogar um campeonato personalizado com entre 2-19 faixas e escolher as condições meteorológicas.

## Equipes e Pilotos
- Red Bull Racing
  -  Sebastian Vettel
  -  Mark Webber
- Vodafone McLaren Mercedes
  -  Jenson Button
  -  Lewis Hamilton
- Scuderia Ferrari Marlboro
  -  Felipe Massa
  -  Fernando Alonso
- Mercedes GP Petronas F1 Team
  -  Michael Schumacher
  -  Nico Rosberg
- Renault F1 Team
  -  Robert Kubica
  -  Vitaly Petrov
- AT & T Williams
  -  Rubens Barrichello
  -  Nico Hülkenberg
- Force India F1 Team
  -  Adrian Sutil
  -  Vitantonio Liuzzi
- BMW Sauber F1 Team
  -  Pedro de la Rosa
  -  Kamui Kobayashi
- Scuderia Toro Rosso
  -  Sébastien Buemi
  -  Jaime Alguersuari
- Lotus Racing
  -  Jarno Trulli
  -  Heikki Kovalainen
- Hispania Racing F1 Team
  -  Karun Chandhok
  -  Bruno Senna
- Virgin Racing
  -  Timo Glock
  -  Lucas Di Grassi

## Circuitos
- Grande Prêmio do Barém - Circuito Internacional do Barém
- Grande Prêmio da Austrália - Melbourne Grand Prix Circuit
- Grande Prêmio da Malásia - Sepang International Circuit
- Grande Prêmio da China - Shanghai International Circuit
- Grande Prêmio da Espanha - Circuit de Catalunya
- Grande Prêmio de Mônaco - Circuit de Monaco
- Grande Prêmio da Turquia - Istanbul Park
- Grande Prêmio do Canadá - Circuit Gilles Villeneuve
- Grande Prêmio da Europa - Valencia Street Circuit
- Grande Prêmio da Inglaterra - Silverstone Circuit
- Grande Prêmio da Alemanha - Hockenheimring
- Grande Prêmio da Hungria - Hungaroring
- Grande Prêmio da Bélgica - Circuit de Spa-Francorchamps
- Grande Prêmio da Itália - Autodromo Nazionale Monza
- Grande Prêmio de Singapura - Marina Bay Street Circuit
- Grande Prêmio do Japão - Suzuka Circuit
- Grande Prêmio da Coreia do Sul - Korean International Circuit
- Grande Prêmio do Brasil - Autódromo de Interlagos
- Grande Prêmio de Abu Dhabi - Yas Marina Circuit

### Ordem de força das equipes
1º Red Bull Racing
2º McLaren
3º Ferrari
4º Mercedes
5º Renault
6º Williams
7º Force India
8º BMW Sauber
9º Scuderia Toro Rosso
10º Lotus
11º Hispania Racing Team
12º Virgin